# La Petite Fille aux allumettes (Disney)
Pour le roman initial, voir La Petite Fille aux allumettes.
Pour plus de détails, voir Fiche technique et Distribution.
La Petite Fille aux allumettes (The Little Matchgirl) est un court-métrage d'animation de Walt Disney Pictures réalisé par Roger Allers en 2006. Il devait être la 2e séquence du film musical Fantasia 2006, mais le projet fut abandonné en 2003. Il est proposé sur l'édition DVD collector de La Petite Sirène de Disney. Il avait été précédemment présenté au Festival international du film d'animation d'Annecy le 5 juin 2006.

## Synopsis
Il s'agit d'une adaptation du conte de La Petite Fille aux allumettes du poète danois Hans Christian Andersen. L'histoire d'une petite fille pauvre qui vend des allumettes dans les rues d'une ville à l'architecture traditionnelle russe et tente de se réchauffer en les brûlant, voyant des scènes réconfortantes tandis qu'elle meurt d'hypothermie. À la fin, une comète apparait dans le ciel.

## Fiche technique
- Réalisation : Roger Allers
- Production : Walt Disney Pictures
- Producteurs exécutifs : Roy E. Disney et Don Hahn
- Studios : Walt Disney Feature Animation
- Directeur artistique : Michael Humphries
- Musique : Quatuor pour cordes no 2 en ré majeur (3e mouvement) d'Alexandre Borodine.
- Durée : 7 min
- Année : 2005
- Pays : États-Unis